# Jüdischer Friedhof (Vyškov)
Koordinaten: 49° 16′ 54,2″ N, 17° 1′ 20,4″ O

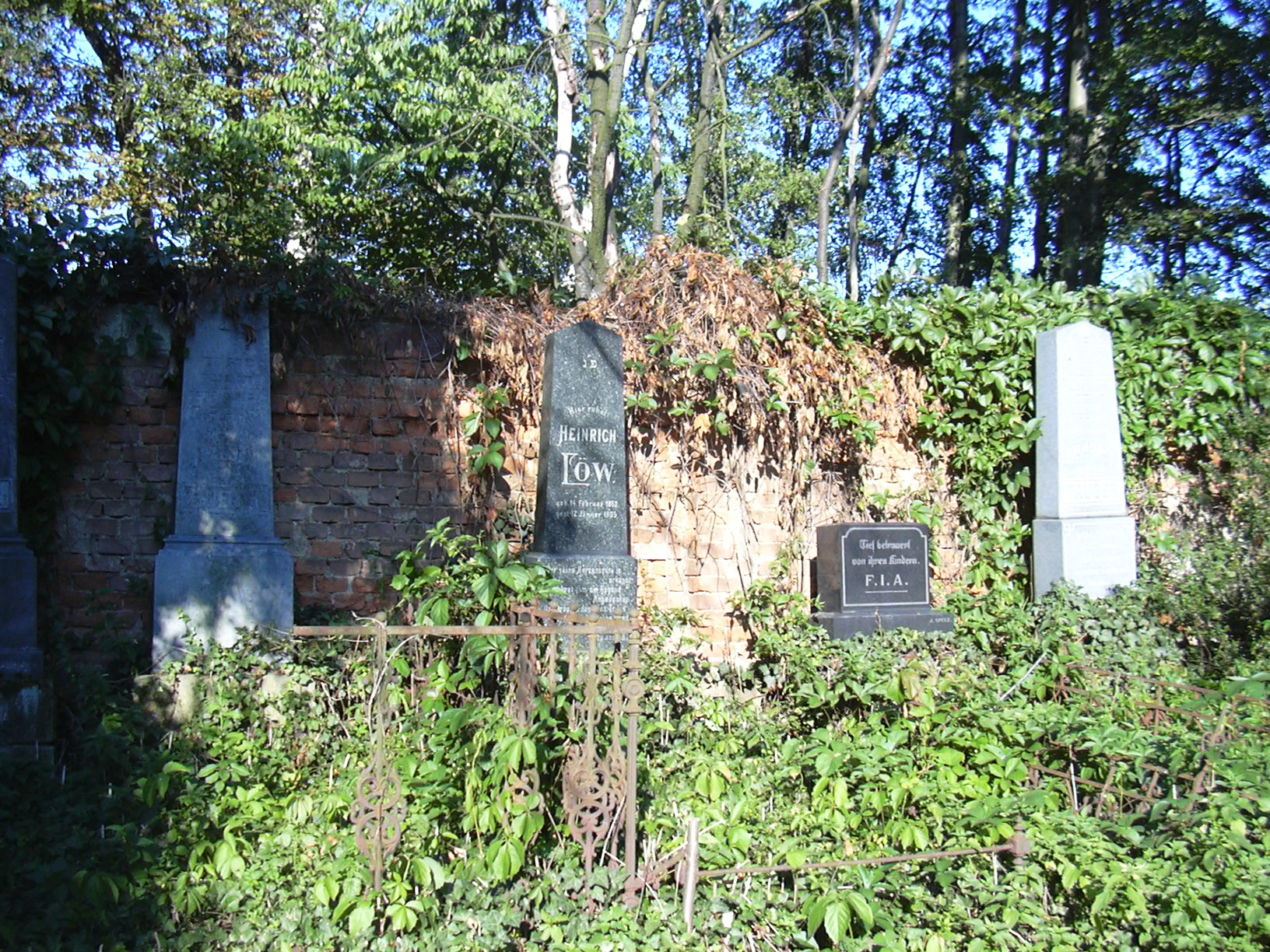
Jüdischer Friedhof in Vyškov

Der Jüdische Friedhof in Vyškov (deutsch Wischau), einer Stadt im Okres Vyškov in Tschechien, wurde Ende des 19. Jahrhunderts angelegt. Auf dem jüdischen Friedhof befinden sich nur wenige Grabsteine.